# Otto Stenroth

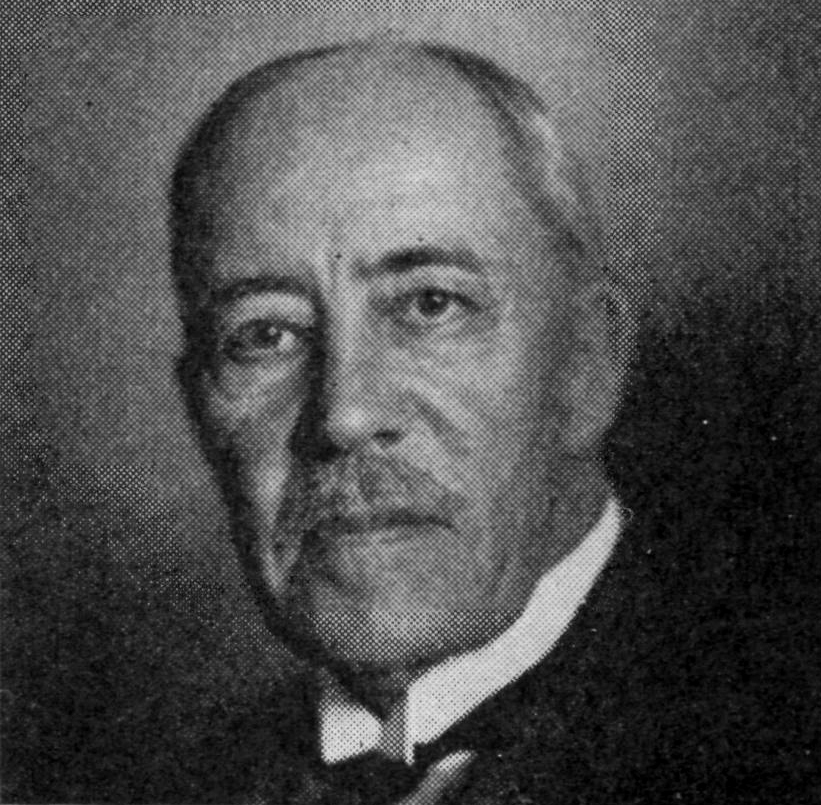
Otto Stenroth

Otto Eliel Stenroth (* 13. Mai 1861 in Saarijärvi; † 16. Dezember 1939 in Helsinki) war finnischer Anwalt, Politiker und Bankpräsident. 

## Leben
Otto Stenroth begann seine Laufbahn bei der Kansallis-Osake-Bank. 1891 wurde er in den finnischen Reichstag gewählt und gehörte diesem bis 1900 an. Als Mitglied der Jungfinnischen Partei vertrat er in den Jahren 1908 und 1909 den östlichen Wahlkreis Vaasa. Seit 1911 war er Mitglied des Helsingforser Gemeinderates und stieg 1915 zu dessen stellvertretendem Vorsitzenden auf. 1918 legte er dieses Amt zurück und wurde nach der Unabhängigkeit Finnlands Außenminister.
Vom 13. Dezember 1918 bis zum 20. Januar 1923 war er Präsident der Finnischen Zentralbank.
| Personendaten    | Personendaten        |
| ---------------- | -------------------- |
| NAME             | Stenroth, Otto       |
| ALTERNATIVNAMEN  | Stenroth, Otto Eliel |
| KURZBESCHREIBUNG | finnischer Politiker |
| GEBURTSDATUM     | 13. Mai 1861         |
| GEBURTSORT       | Saarijärvi           |
| STERBEDATUM      | 16. Dezember 1939    |
| STERBEORT        | Helsinki             |